# Política en Colombia

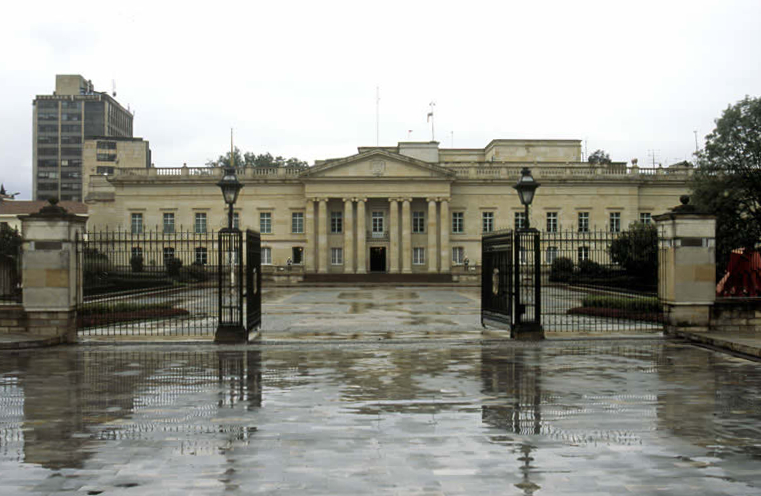
Casa de Nariño, sede del poder ejecutivo.

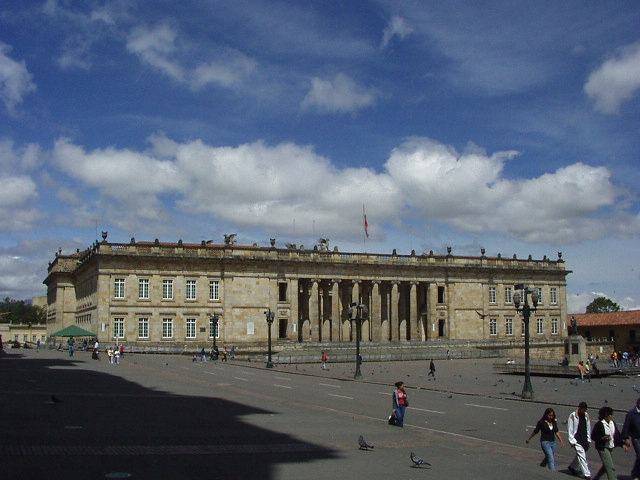
Capitolio Nacional de Colombia, sede del poder legislativo.

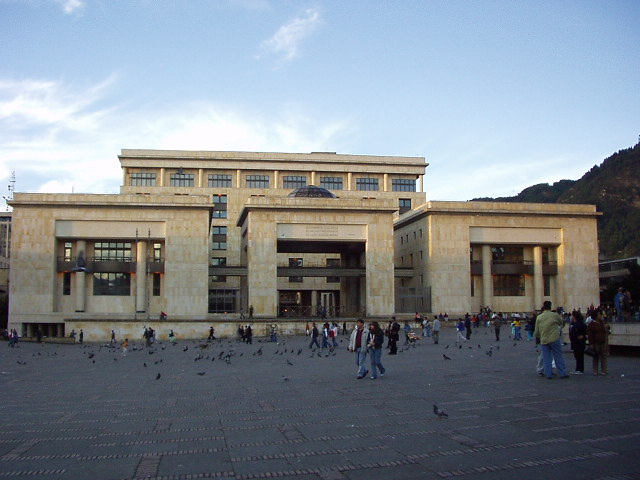
Palacio de Justicia de Bogotá «Alfonso Reyes Echandía» Sede del Poder Judicial con las altas cortes colombianas: Corte Constitucional, Corte Suprema de Justicia y Consejo de Estado.

La política en Colombia se ha caracterizado, a lo largo de su historia, por un predominante bipartidismo; siendo de los pocos países hispanoamericanos donde los dos partidos tradicionales (el Liberal y el Conservador) sobrevivieron como agrupaciones hegemónicas hasta el siglo XX y con vigencia aún en el XXI. Como consecuencia de esto, la política colombiana destaca por no haber sido regida nunca por una mayoría de izquierdas en sus más de dos siglos de historia en las dos instituciones principales del país; pues tanto en la Casa de Nariño como en el Congreso, ha gobernado siempre el centro y la derecha en alternancia.
La historia colombiana también se ha caracterizado por el radicalismo político que ha desencadenado numerosos conflictos armados internos, guerras civiles que incluso conllevaron a la separación de Panamá. Durante principios del siglo XX, luego del final de la guerra de los Mil Días, los ideales socialistas tomaron fuerza y se radicaron en el ala radical del Partido Liberal y también conllevó a la creación del Partido Comunista Colombiano y otros partidos. Sin embargo, este y los demás partidos de izquierda siempre fueron minoritarios.

## Ramas del Poder Público
| Ramas del Poder Público | Ejecutiva                              | Legislativa           | Legislativa                               | Judicial                                      |
| Ramas del Poder Público | Ejecutiva                              | Senado                | Cámara de Representantes                  | Judicial                                      |
| ----------------------- | -------------------------------------- | --------------------- | ----------------------------------------- | --------------------------------------------- |
| Titulares               | Gustavo Petro                          | Lidio García Turbay   | Julián David López                        | Octavio Augusto Tejeiro                       |
| Cargo                   | Presidente de la República de Colombia | Presidente del Senado | Presidente de la Cámara de Representantes | Presidente de la Corte Suprema de la Justicia |
| Inicio de su cargo      | 7 de agosto de 2022                    | 20 de julio de 2025   | 20 de julio de 2025                       | 25 de enero de 2025                           |

## Historia

### Bipartidismo:SigloXX- Partido Conservador, Partido Liberal
Luego de la independencia, en los años 1840 surgen en la República de la Nueva Granada los dos partidos tradicionales: Partido Liberal y el Partido Conservador. La ideología entre ellos fue en el principio bastante contrastante. Los conservadores favorecían un estado centralista y confesional (católico) siendo apoyado por la clase terrateniente latifundista. En contraste los liberales propugnaban por un estado federal y con una fuerte separación entre Iglesia católica y estado, el cual llegó, en ocasiones, a la persecución eclesiástica. Los liberales eran comerciantes, burgueses e incipientes industriales.

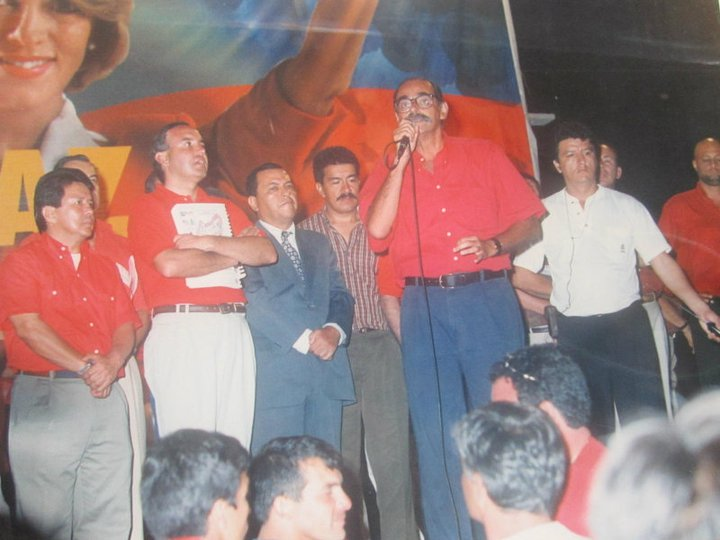
Horacio Serpa y otros líderes del Partido Liberal Colombiano en la campaña presidencial de 1998.

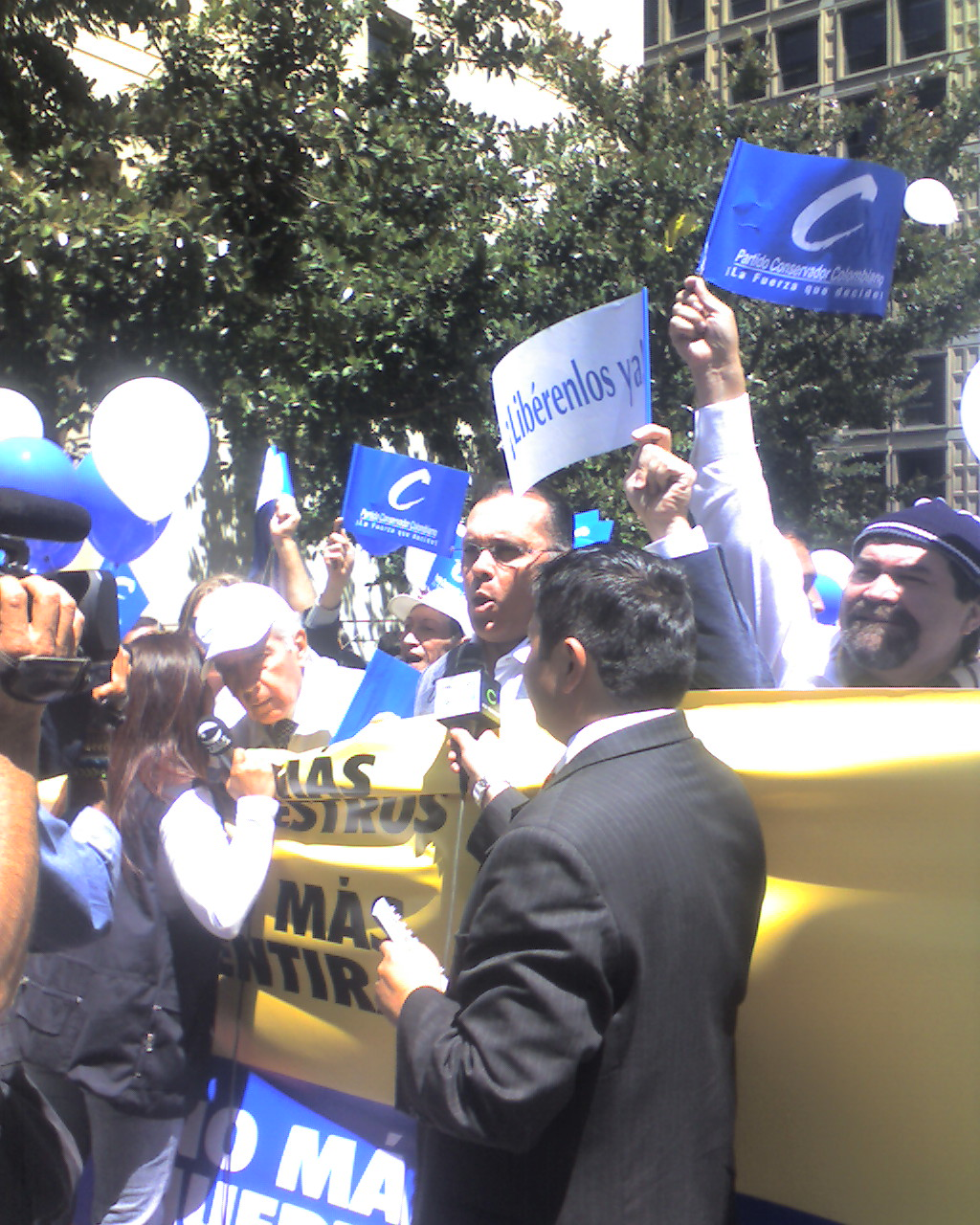
Efraín Cepeda con simpatizantes del Partido Conservador Colombiano en una marcha en rechazo a las acciones de la entonces guerrilla de las FARC-EP.

El siglo XIX estuvo marcado por varios eventos bélicos donde se alternaba la política del discurso con la de las armas, una de las confrontaciones bipartidistas más trascendentales de la historia política colombiana fue «La Guerra de los Mil Días». La guerra no trajo sino devastación y la pérdida de Colombia de uno de sus más importantes territorios: Panamá en 1903. En términos económicos, dentro del liberalismo surgieron dos corrientes en el siglo XX: una proteccionista y la otra librecambista. Los conservadores favorecían el proteccionismo.
Estas diferencias sobrevivieron, adaptadas a los nuevos tiempos, durante más de un siglo hasta que en los años 1950, en la dictadura de Gustavo Rojas Pinilla se creó el Frente Nacional, situación política que permitía a los dos partidos alternarse en el poder y mermar las diferencias. Como resultado de este inusual estado de la política se formó una especie de partido único. Al culminar el Frente Nacional en 1974, la diferencia ideológica entre ambos partidos se había difuminado bastante y, si bien han conservado mayorías, al menos hasta las elecciones legislativas de 2002, su fuerza ha venido menguando, lo que ha afectado principalmente al Partido Conservador.
En 2002 Álvaro Uribe Vélez, un candidato disidente del Partido Liberal, ganó las elecciones presidenciales, contando con el apoyo del Partido Conservador. Este fenómeno inició una división dentro del Partido Liberal, entre uribistas y no uribistas de tendencia socialdemócrata.
La Constitución de 1991 permitió el multipartidismo, otorgando la personería jurídica a través de la presentación de 50.000 firmas, al haber obtenido en la elección anterior 50.000 votos o con tan solo alcanzar representación en el Congreso de la República.
Después de la constitución de 1991 la legislación incentivó la participación de nuevos movimientos en el escenario político, pero esos esfuerzos han sido tan escasos que en las elecciones de 2006 y 2010  han sido elegidos gobernantes mediante el sistema de movimientos alrededor de figuras disidentes de los partidos: Conservador y Liberal. En tiempos recientes, algunos partidos han aparecido como alternativa al sistema bipartidista, los más destacados al principio, partidos socialistas como el Partido Comunista, nacionalistas como el Gaitanismo y la ANAPO de Rojas Pinilla. En la actualidad son el Partido MIRA, Polo Democrático Alternativo y Alianza Verde. El Partido de la U, Cambio Radical, y el Uribismo a través del Centro Democrático se han formado a través de disidentes liberales y conservadores.
Debido a los cambios recientes en la ley electoral, en la actualidad hay un proceso dinámico de realineación de los movimientos políticos.
La Reforma Política de 2003 estableció medidas para cohesionar las fuerzas políticas y reducir la cantidad de partidos. Fue así como el Acto Legislativo 1 de 2003 elevó el umbral para obtener la personería jurídica al 2 %. Las elecciones legislativas de 2006 dieron como resultado un grupo más pequeño de partidos y movimientos políticos. El número de partidos y movimientos que obtuvieron representación en el Senado fue de 10.
La Reforma Política de 2009 nuevamente elevó el umbral, sin embargo lo hizo solo hasta las elecciones de 2014. Los movimientos políticos que lograron superar el umbral del 2 % en las elecciones legislativas llevadas a cabo en 2010 y que lograron la personería jurídica según lo establecido en la reforma política fueron 8.
Los movimientos políticos que superaron el umbral del 3 % en las elecciones legislativas llevadas a cabo en marzo de 2014 y que lograron la personería jurídica  fueron 9, sin embargo estos no son los únicos que conservaron su personería jurídica, 4 movimientos más la conservaron por normas que protegen a la minorías en Colombia, para un total de 12 partidos políticos en Colombia.
Para las elecciones de 2018 la modificación al artículo 108 de la Constitución Política por el Acto Legislativo de 2009 sigue vigente y el umbral continúa en el 3 %. El artículo 263 de la Constitución fue modificado por el Acto Legislativo 02 de 2015.

## Partidos políticos de Colombia
Según el Consejo Nacional Electoral de Colombia, el reconocimiento y la creación del partido de la FARC, las organizaciones políticas que en la actualidad cuentan con personería jurídica en Colombia son 32:
1. Partido Liberal Colombiano
2. Partido Conservador Colombiano
3. Liga de Gobernantes Anticorrupción (LIGA)
4. Movimiento Autoridades Indígenas de Colombia (AICO)
5. Partido Verde Oxígeno
6. Unión Patriótica (UP)
7. Salvación Nacional
8. Partido Alianza Social Independiente (ASI)
9. Partido Cambio Radical
10. Partido Político Mira
11. Partido Social de Unidad Nacional (Partido de la U)
12. Partido Alianza Verde
13. Partido Polo Democrático Alternativo
14. Colombia Humana
15. Partido Centro Democrático
16. Movimiento Alternativo Indígena y Social (MAIS)
17. Comunes
18. Partido Colombia Justa Libres
19. Partido Colombia Renaciente
20. Partido ADA
21. Partido Dignidad & Compromiso
22. Partido Demócrata Colombiano
23. Partido Ecologista Colombiano
24. La Fuerza de la Paz
25. Partido Comunista Colombiano
26. Nuevo Liberalismo
27. Gente en Movimiento
28. Partido del Trabajo de Colombia (moirista)
29. Esperanza Democrática
30. Poder Popular (Colombia)
31. En Marcha (Colombia)

## Coaliciones
Dado que la Constitución 1991 permite que las minorías políticas presenten listas conjuntas a las corporaciones públicas, con las regulaciones que sobre la materia a expedido el Consejo Nacional Electoral, se han conformado dichas coaliciones.
Para el Senado, y con repercusión en la elección Presidencial, se han anunciado las siguientes coaliciones para el 2022:
- Coalición Pacto Histórico
- Coalición Equipo por Colombia
- Coalición Centro Esperanza
- Coalición Nos Une Colombia